# La famiglia Karnowski
(Georg Karnowski)
La famiglia Karnowski (in yiddish: די משפחה קאַרנאָװסקי, Di mishpohe Karnovski) è un romanzo di Israel Joshua Singer.

Pubblicato per la prima volta nel 1943, un anno prima della morte dell'autore, il romanzo racconta la vita di tre generazioni dei Karnowski, una famiglia ebraica proveniente dalla Galizia polacca. Il libro ha avuto un grandissimo successo tra il pubblico yiddish ed è tuttora considerato una delle più importanti saghe familiari del mondo ebraico scritte nel XX secolo.

## Trama
Il libro racconta la vita di tre generazioni della famiglia Karnowski partendo da David, uomo colto e illuminista, che si allontana all'inizio del '900 dallo shtetl polacco dal quale era originaria la sua famiglia per trasferirsi a Berlino, allora capitale dell'Impero tedesco e ai suoi occhi capitale del pensiero libero moderno e luogo di immensa cultura per tutti i popoli, ma soprattutto patria del fondamentale filosofo ebreo tedesco Moses Mendelssohn. Il figlio Georg si allontana ben presto dai valori e dalla fede ebraica arrivando al punto di sposare una gentile, ossia una donna non ebrea, e diventando uno stimatissimo e celeberrimo medico ginecologo. Insieme alla nascita del figlio Joachim Georg, conosciuto più come Jegor, inizia l'ascesa del Partito Nazista e di Adolf Hitler, cosa che influenzerà molto negativamente il piccolo, in cerca di un'identità in cui riconoscersi ed essere rispettato. Sconvolto dal disprezzo di sé e per le origini del padre, Jegor porterà la famiglia a trasferirsi a New York, che si presenterà non meno straniante e nemica del Terzo Reich.

## Personaggi

### David Karnowski
David è il capostipite della famiglia Karnowski che si allontana, trascinando la moglie Lea, dal piccolo shtetl polacco Melnitz, ai suoi occhi emblema dell'oscurantismo intellettuale, per insediarsi a Berlino, allora la fiorente capitale dell'Impero tedesco, spinto dal suo amore per il pensiero del filosofo ebreo tedesco Moses Mendelssohn. Lì diventerà una delle personalità più importanti e influenti della comunità ebraica locale, facendo della sua casa un circolo culturale. Solo sua moglie Lea avrà delle difficoltà ad abituarsi alla nuova patria, sognando di ritornare nello shtetl dal quale è stata strappata.

### Georg Moses Karnowski
Chiamato con un nome gentile e uno ebreo per essere, secondo le parole del padre "tedesco in strada e ebreo in casa", Georg, con disappunto del padre, si allontana dalla fede ebraica per poi rinnegarla completamente e diventare ateo. Dopo un'adolescenza turbolenta va a servire come ufficiale medico nelle trincee della prima guerra mondiale, tornandone profondamente turbato e cambiato. Diventato un celeberrimo medico ginecologo sposa, facendo andare su tutte le furie il padre, la tedesca ariana Teresa Holbek e si mette a frequentare molti salotti nei quali ha non poche avventure amorose.

### Joachim Georg "Jegor" Karnowski
Bambino fragile e malaticcio, Joachim Georg, chiamato con l'unione dei due nomi Jegor, rimane influenzato fin da piccolo dalle manifestazioni paramilitari e di potere dell'ascendente Partito Nazista e dai racconti dello zio Hugo, ariano e antisemita, che gli presenta il padre e tutti gli ebrei come dei ladri e degli imbroglioni e come i veri responsabili della sconfitta della Germania nella Grande Guerra. Una grande umiliazione subita a scuola sarà la goccia che farà traboccare il vaso per Jegor, che porterà la sua famiglia a trasferirsi a New York. Convinti che il peggio sia passato, scopriranno l'esatto contrario, visto che Jegor, ora sull'orlo della pazzia, sviluppa un odio carnale verso suo padre e verso tutti gli ebrei, quindi anche verso se stesso, convinzione che lo porterà sull'orlo della distruzione sua e di tutti i suoi cari.

## Edizioni italiane
- Israel Joshua Singer, La famiglia Karnowski, trad. di Anna Linda Callow, Collana Biblioteca Adelphi n. 602, Adelphi, Milano, 2013, ISBN 978-88-459-2771-3; Collana gli Adelphi, Adelphi, 2015, ISBN 978-88-459-2963-2.
  - La famiglia Karnowski, trad. M. Rinaldi e D. Sacerdoti, Collana Classici moderni n.3, Newton & Compton, Roma, 2015, ISBN 978-88-541-7248-7.
  - La famiglia Karnowski, trad. Elena Loewenthal, Collana Classici contemporanei Bompiani, Bompiani, Milano, 2021, ISBN 978-88-301-0085-5.